# Симоне Бути
Симоне Бути (ит. Simone Buti; Фучекио, 19. септембар 1983) је италијански одбојкаш. Висок је 208 cm и игра на позицији средњег блокера у Сир Сејфти Перуђи. 

## Играчка каријера

### Клупска каријера
Симоне Бути је започео каријеру 2003. у нижелигашу из Ливорна, али га није држало мјесто, па је у првих шест сезона промијенио исто толико клубова. Након раскида уговора са Томеи Ливорном, играо је за Адрију Трст (2004 - 2005), Аканто Мантову (2005 - 2006), Габеку Монтикјари (2006 - 2007), Марми Ланца Верону (2007 - 2008) и Фрамазил Пинето (2008 - 2009). Први вишегодишњи уговор потписао је по повратку у Монцу (Аква Парадизо Монца Бријанца, 2009 - 2012), након чега је, опет, провео само једну годину у Тоно Калипо Вибо Валенцији (2012 - 2013). 
Од 2013. је члан Сир Сејфти Перуђе. 
У регуларном дијелу сезоне 2011/12, своје завршне у Монци, био је 50. на листи најбољих поентера (197 поена, 26 утакмице) и 22. на листи најбољих блокера (44 поена из блока, 26 утакмице) Серије А1. У плеј-офу, у ком је његов тим испао након само двије одигране утакмице, био је 52. на листи најбољих поентера (15 поена, 2 утакмице) и 21. на листи најбољих блокера (5 поена из блока, 2 утакмице).
У регуларном дијелу сезоне 2012/13. је, као узданица Тоно Калипа из Вибо Валенције, био 40. на листи најбољих поентера (161 поена, 22 утакмице) и 9. на листи најбољих блокера (46 поена из блока, 22 утакмице) Серије А1. У плеј-офу се успео до 27. мјеста на листи најбољих поентера (48 поена, 5 утакмица) и 6. мјеста на листи најбољих блокера (15 поена из блока, 5 утакмица).
У регуларном дијелу сезоне 2013/14. је, као новајлија у првој постави Сир Сејфти Перуђе, био 48. на листи најбољих поентера (152 поена, 22 утакмице) и 18. на листи најбољих блокера (39 поена из блока, 22 утакмице) Серије А1. У плеј-офу се успео до 6. мјеста на листи најбољих поентера (98 поена, 11 утакмица) и 5. мјеста на листи најбољих блокера (16 поена из блока, 11 утакмица).
У регуларном дијелу сезоне 2014/15. је, у дресу Сир Сејфти Перуђе, био 64. на листи најбољих поентера (122 поена, 24 утакмице) и 20. на листи најбољих блокера (28 поена из блока, 24 утакмице) Серије А1. У плеј-офу се успео до 15. мјеста на листи најбољих поентера (54 поена, 6 утакмица) и 6. мјеста на листи најбољих блокера (11 поена из блока, 6 утакмица).

### Репрезентативна каријера
Прву утакмицу за Италију одиграо је 21. маја 2010. у Анкари, против Бјелорусије (3:1). 
Укупно је 84 пута „скакао“ за азуре, укључујући наступе на свјетским (2010, 2014) и европским (2011) првенствима, као и у Свјетској лиги (2010, 2011, 2014) и Свјетском купу (2011).
Уврштен је на шири списак за наступе у Свјетској лиги 2015. али га није било на завршном турниру.